# MNyV 61–72

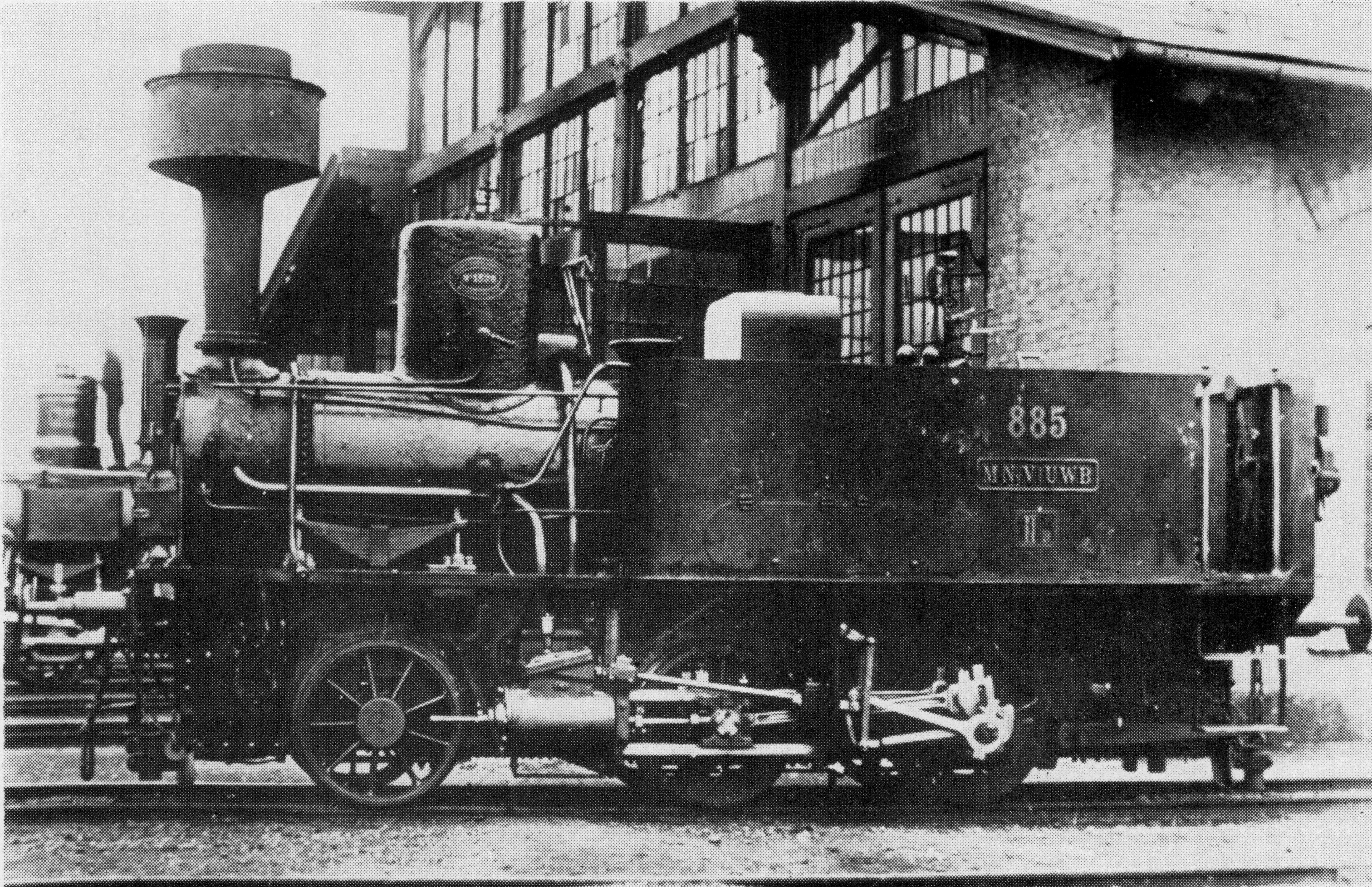
MÁV 885 als 1B noch vor dem um 1891 erfolgten Umbau in C n2t

Die MNyV 61–72 waren Tenderlokomotiven der Ungarischen Westbahn (UWB), Magyar Nyugoti Vasút (MNyV).
Die zwölf kleinen Dampflokomotiven mit der Achsfolge 1B wurden 1884 von Krauss in München geliefert.
Im Zuge der Verstaatlichung kamen die MNyV-Maschinen zu den ungarischen Staatsbahnen MÁV, die sie als Kategorie XIII mit den Betriebsnummern 5651–5662 einordneten. Um 1891 wurden sie in Dreikuppler umgebaut und bekamen die Kategorie XIII zugeteilt, später erhielten sie die Betriebsnummern 6651–6662. Die Tabelle zeigt die Daten der umgebauten Lokomotiven.
Ab 1911 bildeten die Fahrzeuge die MÁV-Reihe 384. Nach dem Ersten Weltkrieg kam die 384,005 zu den ČSD, die sie 1924 außer Dienst stellte, ohne ihr eine eigene Nummer zuzuweisen. Die bei den MÁV verbliebenen elf Maschinen wurden zwischen 1924 und 1927 ausgemustert.